# Георги Куртев (политик)
 Тази статия е за българския политик.  За български хайдутин и революционер вижте Георги Куртев – Латровалията.  
Георги Панчев Куртев е български политик от БКП. Активен борец e против фашизма и капитализма.

## Биография
Има незавършено юридическо образование. Владее френски език и ползува руски, сръбски и немски език. Член е на БРП (к.) от 1931 г.
След 9 септември 1944 г. работи като инспектор в Дирекцията на милицията. От 1942 до 1951 г. е на работа в Министерството на външните работи. Бил е на дипломатическа работа в Белград. През 1952 г. е директор на Студията за хроникални и документални филми, а от 14 януари 1966 г. е посланик в Тунис.